# 杉田沙智代
杉田 沙智代 (すぎた さちよ) は、日本のジャーナリスト。NHK放送総局報道局国際部記者。

## 経歴
1999年9月　桐朋女子中学校入学
2005年3月　桐朋女子高等学校卒業
在学中は6年間、公式テニス部に所属。
2010年3月　一橋大学経済学部経済学科卒業
2010年4月　NHKに入局し、和歌山放送局配属
2014年7月　大阪放送局配属
2016年7月　報道局社会部
『NHK和歌山放送局』、『NHK大阪放送局』では主に、事件を担当。報道局社会部では 『環境省』を担当。
2022年8月　国際部
2024年8月　ブリュッセル支局長